# Кельнер, Ханс
Ханс Кельнер (нем. Hans Källner; 9 октября 1898 — 18 апреля 1945) — немецкий офицер, участник Первой и Второй мировых войн, генерал-лейтенант, кавалер Рыцарского креста с Дубовыми листьями и Мечами.

## Первая мировая война
Вступил добровольцем в армию в июне 1915 года, в конно-егерский полк в месте со своим братом Паулем ( который в последующем остался в плену в  России и стал там коммунистом). С апреля 1917 года — унтер-офицер, с октября 1917 года — лейтенант резерва (то есть без окончания военного училища). Награждён Железными крестами обеих степеней.

## Между мировыми войнами
В мае 1920 года уволен с военной службы, в октябре 1920 года поступил на службу в полицию, в звании лейтенант.
В августе 1935 года вернулся на военную службу, в кавалерию — командир эскадрона, ротмистр (капитан). К началу Второй мировой войны — командир разведбатальона 11-й пехотной дивизии, майор.

## Вторая мировая война
Участвовал в Польской и Французской кампаниях, награждён планками к Железным крестам (повторное награждение). С ноября 1939 года — подполковник.
С 22 июня 1941 года — участвовал в германо-советской войне. Бои в районе Волхова. Награждён Золотым немецким крестом. С августа 1941 года командир стрелкового полка 19-й танковой дивизии, бои в районе Невеля, затем под Москвой. С марта 1942 — полковник. В мае 1942 года награждён Рыцарским крестом.
С августа 1943 года — командир 19-й танковой дивизии, с ноября 1943 — генерал-майор. В феврале 1944 награждён за бои в районе Житомира Дубовыми листьями к Рыцарскому кресту. С июня 1944 года — генерал-лейтенант. За бои на Западной Украине и в районе Варшавы в октябре 1944 года награждён Мечами (№ 106) к Рыцарскому кресту с Дубовыми листьями.
С марта 1945 года — командующий 24-м танковым корпусом. 18 апреля 1945 года погиб на линии фронта в Чехии.